# Dorota Świeniewicz
Dorota Świeniewicz est une ancienne joueuse de volley-ball polonaise née le 27 juillet 1972 à Głuszyca. Elle mesure 1,80 m et jouait au poste de réceptionneuse-attaquante. Elle a totalisé 87 sélections en équipe de Pologne.

## Clubs
| Club              | De        | À         |
| ----------------- | --------- | --------- |
| Polonia Świdnica  | 1988-1989 | 1992-1993 |
| BKS Bielsko-Biała | 1993-1994 | 1996-1997 |
| Sirio Perugia     | 1997-1998 | 2005-2006 |
| BKS Bielsko-Biała | 2006-2007 | 2006-2007 |
| Ícaro Palma       | 2007-2008 | 2007-2008 |
| Tena Santeramo    | oct 2008  | déc 2008  |
| BKS Bielsko-Biała | 2009-2010 | 2009-2010 |
| Atom Trefl Sopot  | 2010-2011 | 2011-2012 |

## Palmarès

### Équipe nationale
- Championnat d'Europe
  - Vainqueur : 2003, 2005.

### Clubs
- Ligue des champions
  - Vainqueur : 2006.
  - Finaliste : 2004.
- Top Teams Cup
  - Vainqueur : 2000.
- Coupe de la CEV
  - Vainqueur : 2005.
- Championnat de Pologne
  - Vainqueur : 1996, 2010.
  - Finaliste : 1994, 1995, 2011.
- Coupe de Pologne
  - Finaliste : 1994, 1995, 1997.
- Championnat d'Italie
  - Vainqueur : 2003, 2005.
- Coupe d'Italie
  - Vainqueur : 1999, 2003, 2005.
- Championnat d'Espagne
  - Finaliste : 2008.

### Distinctions individuelles
- Coupe de la CEV féminine 2004-2005:MVP.
- Championnat d'Europe de volley-ball féminin 2005: MVP[1].